# Svatopluk Košvanec

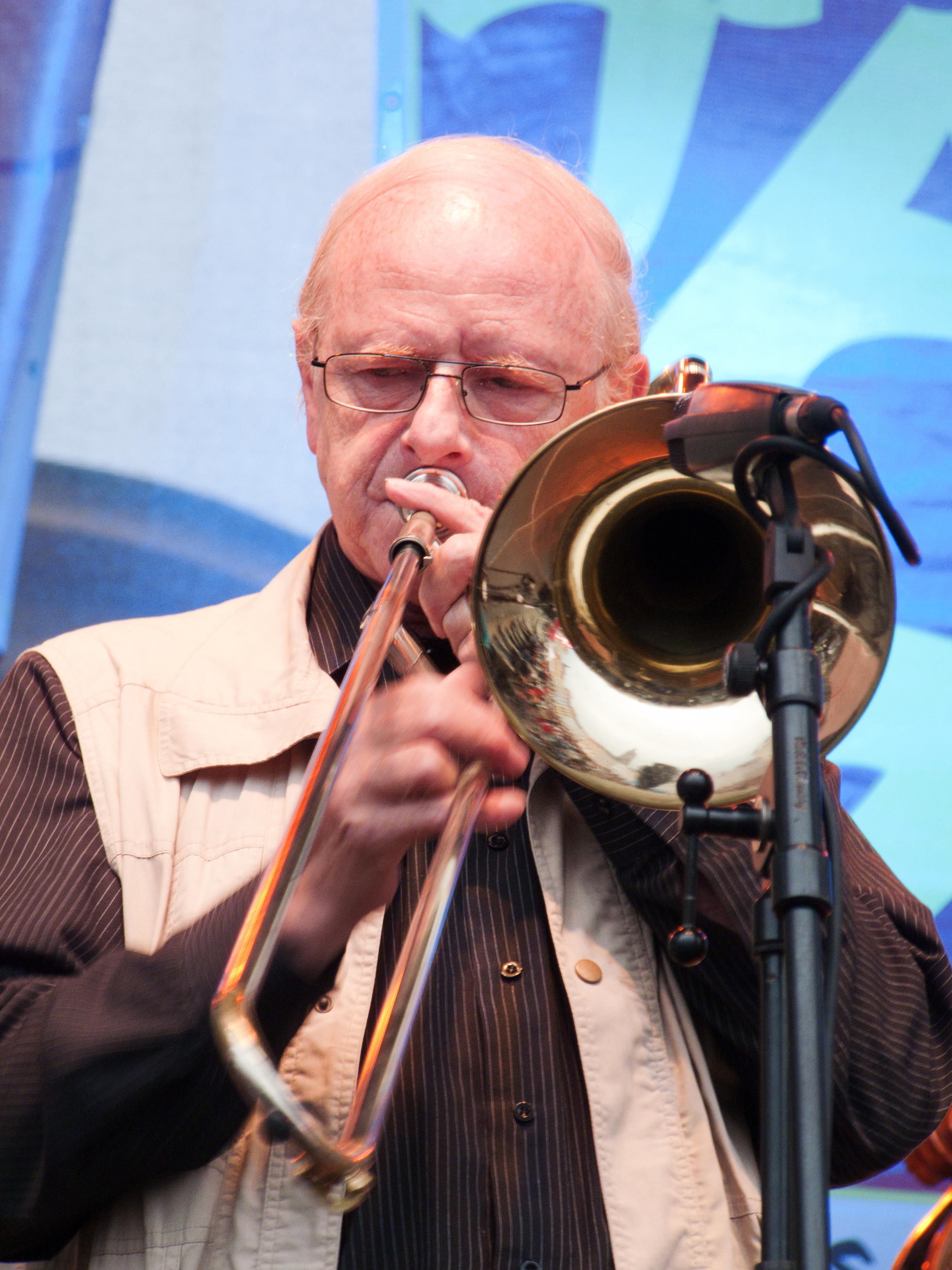
Svatopluk Košvanec in 2010

Svatopluk Košvanec (Velké Březno, 2 januari 1936 - Ústí nad Labem, 29 mei 2013) was een Tsjechische jazz-trombonist.
Košvanec speelde als kind viool, toen hij zeventien was ging hij trombone spelen. Na zijn diensttijd speelde hij in verschillende dans- en swing-groepen. Vanaf 1959 was hij lid van het combo van de pianist Pavel Štolba, Combo 59, later Jazz Combo Ústi geheten. Met deze groep speelde hij op jazzfestivals (onder meer in Zürich) en trad hij ook op in het buitenland, bijvoorbeeld in Duitsland en Denemarken. Eind jaren zestig werd hij gerekend tot de beste trombonisten van Europa.
In de jaren zeventig werd hij lid van de groep van Laco Déczis, waar hij tot 1981 speelde. Ook werkte hij in dans- en jazzorkesten van de Tsjechische radio-omroepen TOČR en JOČR. Hij trad tijdens het jazzfestival van San Remo op met het Orchestra della Pace van baritonsaxofonist Gerry Mulligan. Tevens speelde hij op het jazzfestival van Ljubljana, in de Euroradio Big Band (1997) en de bigband van Gustav Brom. 
Svatopluk Košvanec heeft verschillende albums als leider uitgebracht.
Hij was docent aan het conservatorium in Praag. In 2012 moest vanwege een tumor zijn rechterhand worden geamputeerd.

## Discografie (selectie)
- Svatoplukl Košvanec and Friends, Metier Sound/Cube Metier
- Just Squeeze Me, Metier Sound/Cube Metier